# Cussy-les-Forges
Cussy-les-Forges é uma comuna francesa na região administrativa de Borgonha-Franco-Condado, no departamento de Yonne. Estende-se por uma área de 13,86 km². Em 2010 a comuna tinha 341 habitantes (densidade: 24,6 hab./km²).